# USA Today
USA Today est un quotidien national américain fondé en 1982 par Allen Neuharth et publié par Gannett. Il s'agit de l'un des journaux les plus diffusés aux États-Unis.

## Présentation
USA Today est fondé comme étant une alternative plus colorée et abordant l'actualité sur un ton différent par rapport au reste de la presse américaine à audience nationale, en particulier les quotidiens de référence à la présentation plus classique tels que le Wall Street Journal ou le New York Times. USA Today se différencie avec ses infographies, diagrammes et photos colorés. Même ses boîtes de distribution en ville ressemblent davantage à une télévision qu'à une boîte à journaux classique, il acquiert une notoriété  pour ses sondages de l'opinion américaine.
USA Today s’impose rapidement comme l'un des médias les plus rentables pour ses actionnaires. L'universitaire Rodney Benson explique qu'il y parvient en « éliminant la concurrence afin de s’assurer un monopole local, en réduisant le personnel, en comprimant les budgets, en remplissant ses pages de dépêches bon marché et en maximisant la publicité. »
L'importance réelle de son lectorat est sujette à caution. USA Today possède en effet plusieurs contrats de distribution dans des chaînes  d'hôtels, ce qui accroît considérablement sa diffusion. Son réseau de distribution est tellement efficace que certains l'appellent le « McPaper » ou le « McNewspaper », en référence à l'omniprésente chaîne McDonald's, qui le distribue également.
Son prix de vente est de 2 $ en 2020.

## Identité visuelle (logo)

Logo jusqu'à septembre 2012.
Logo à partir de septembre 2012.